# セント・モーガン空軍基地
セント・モーガン空軍基地（セント・モーガンくうぐんきち）、簡略にRAF・セント・モーガン（英語: Royal Air Force St Mawgan or more simply RAF St Mawgan）は、イギリスのコーンウォールにあるセント・モーガンとニューキー近くにあるイギリス軍事基地。
2008年に、サイトの滑走路部分がニューキー空港に引き渡されたが、ステーションの残りの部分は、RAFの指揮下で運用を続けている。 RAFセントモーガンはかつて英国で最も幅の広い軍事滑走路91.4メートル (300 ft)であった 。コーンウォール救急機航空機の本拠地であり、最近では505(Wessex)戦隊英国予備空軍(RAuxAF)の本拠地だった。

## 歴史

### 第二次世界大戦
1933年に民間飛行場として開設。第二次世界大戦の勃発時に要求されて、当初は近くのセント・エバル空軍基地のサテライトとしてRAF Trebelzueと名付けられ 、2本のコンクリート滑走路が拡張された。1943年2月にRAF・セント・モーガンに改名され、1943年6月に米国陸軍空軍が引き継ぎ、新しい管制塔や主要滑走路などの拡張や多くの主要な改良を実施した。飛行場は1947年7月1日に整備と保守が行われた。RAF Trebelzueは海岸に近い独立した飛行場でしたが、最終的にRAF・セント・モーガンの「爆弾投棄場と駐車場」になりました。最近は、航空博物館の土地の一部にはいくつかの堅固化航空機用シェルターと爆弾投棄場があります。セント・モーガンは少し内陸に建設され、別の飛行場でした。トレベルズエ管制塔はまだ存在しており、トレベルズエの古い滑走路の1つの終わり近くにROCバンカーがあります。

### 21世紀
2005年、RAF・セント・モーガンは2013年に新しい合同戦闘機（JCA）を収容するために最終候補に挙げられた飛行場のひとつでしたが、2005年11月、スコットランドのロジーマス空軍基地に行くことが陸軍大臣のアダム・イングラムによって発表された。
2006年11月、第1中隊RAF連隊 ホニントン空軍基地に移動し、第2625（コーンウォール郡）Sqnイギリス予備空軍（RAuxAF）は解散した。ヘリコプターのメンテナンス（HMF）もその年に中止された。2008年5月まで、RAF・セント・モーガンは主に捜索救助訓練キャンプとして使用され、ウェストランド シーキングヘリコプターを配備した第203飛行隊RAFの本拠地でした。 SARフォース本社もここにありました。第203飛行隊とRAFサーチ・アンド・レスキュー・フォースの両方がバレー空軍基地移動しました。
2008年12月1日、キャンプの飛行場部分（民間側を含む）は閉鎖されましたが、イギリス空軍は縮小されたエリアにとどまっている。これは、新しいATCタワーや滑走路灯などの作業により、空港の完全な管理をコーンウォール郡議会に委ねることができるようにするためであった。2008年12月に空港運営するためCAAライセンスを取得した 。
2013年2月、1100万ポンドが基地に投資され、タスクグループを訪問するための主要なトレーニングエリアを提供する新しいサバイバルトレーニング施設が開発された。
2015年3月、基地のかつての飛行場は、政府によって最終選考に残った後、水平離着陸のための最初のブリティッシュ商業宇宙港の候補となりました。その後、計画は変更されましたが、コーンウォール宇宙港は現在ニューキーに設立されており、ヴァージン・オービットとのパートナーシップの結果として、2021年に最初の衛星を打ち上げる予定。
2016年3月、セント・モーガン空軍基地に、バブコック・インターナショナルが古い警備室に隣接して新しい警備室ブロックを建設し完成させましたが、駐車場、オフィス施設、宿泊施設がはるかに大きくなっています。

## ベースのユニット
RAFセントモーガンに拠点を置くベースユニット。   

### 王室空軍
No. 2 Group (Air Combat Support) RAF
No. 22 Group (Training) RAF
- プリマスとコーンウォールウィングの本部
- 地域活動センター

### イギリス軍
Adjutant General's Corps (1 Military Police Brigade)
- Royal Military Police Major Incident Room